# Dicranomyia rapax
Dicranomyia rapax är en tvåvingeart som beskrevs av Alexander 1921. Dicranomyia rapax ingår i släktet Dicranomyia och familjen småharkrankar.
Artens utbredningsområde är Peru. Inga underarter finns listade i Catalogue of Life.